# Депутати Дарницької районної у місті Києві ради V скликання
 Депутати Дарницької районної у місті Києві ради V скликання обрані на виборах до місцевих рад у 2006 році по пропорційній системі.
Дарницька районна у місті Києві рада ліквідована рішенням Київської міської ради від 31 жовтня 2010 року.

## Списки

### Депутати
1. Алентьєва Людмила Ігорівна
2. Баканьов Дмитро Олександрович
3. Балабан Ростислав Валерійович
4. Балацій Ігор Миколайович
5. Бататін Юрій Рудольфович
6. Беженар Георгій Дмитрович
7. Безотосний Віктор Михайлович
8. Бойко Світлана Петрівна
9. Большаков Григорій Юрійович
10. Браславський Олег Лазаревич
11. Васильєва Неля Костянтинівна
12. Галинський Володимир Олександрович
13. Гарькавий Андрій Борисович
14. Гвоздьов Борис Володимирович
15. Гордієнко Андрій Іванович
16. Гришко-Пахар Наталя Валентинівна
17. Гуменюк Анатолій Іванович
18. Денисенко Володимир Євгенович
19. Жданова Юлія Петрівна
20. Забузний Олег Вікторович
21. Захаров Юрій Анатолійович
22. Ігнатенко Костянтин Миколайович
23. Їжак Валерій Михайлович
24. Канарчук Олександр Вадимович
25. Карабович Тамара Олексіївна
26. Кирилюк Микола Петрович
27. Колонюк Володимир Васильович
28. Корбецький Мирослав Богданович
29. Коромисліченко Едуард Олександрович
30. Костюк Сергій Анатолійович
31. Крюков Ігор Вікторович
32. Кузьменко Анатолій Михайлович
33. Кузьменко Дмитро Орфійович
34. Кухар Микола Прокопович
35. Левицький Тарас Юрійович
36. Левченко Олена Миколаївна
37. Левчук Віталій Петрович
38. Лозовий Василь Борисович
39. Ляхович Валентин Костянтинович
40. Мамчин Ростислав Олегович
41. Манах Катерина Анатоліївна
42. Мартиненко Олександр Володимирович
43. Міронов Юрій Анатолійович
44. Неїла Мирослав Михайлович
45. Овчіннікова Зоя Олександрівна
46. Орел Дмитро Анатолійович
47. Паламарчук Валерій Олександрович
48. Перепелиця Ольга Анатоліївна
49. Перих Анатолій Михайлович
50. Пономаренко Андрій Миколайович
51. Ратушна Алла Миколаївна
52. Ратушний Олег Павлович
53. Руденко Валентина Андріївна
54. Саєнко Володимир Володимирович
55. Святенко Світлана Миколаївна
56. Сінцов Геннадій Львович
57. Сташук Віталій Філімонович
58. Стрижов Дмитро Сергійович
59. Таран Віктор Вікторович
60. Теплицька Олена Миколаївна
61. Терещенко Тетяна Миколаївна
62. Топчій В'ячеслав Віталійович
63. Топчій Юрій Юрійович
64. Ушмаєв Дмитро Ігорович
65. Федоренко Анатолій Петрович
66. Федоренко Олена Миколаївна
67. Фурсов Андрій Кузьмич
68. Цісарук Тетяна Іванівна
69. Чермак Ігор Іванович
70. Чернусь Ірина Анатоліївна
71. Чижевський Віктор Юрійович
72. Чикалов Олександр Вікторович
73. Чубай Олександр Вікторович
74. Шкарпітко Володимир Анатолійович
75. Юранська Олена Іванівна